# Diadegma stagnale
Diadegma stagnale là một loài tò vò trong họ Ichneumonidae.